# Earth Impact Database

Mapa em projeção cilíndrica equidistante das crateras da Earth Impact Database à data de novembro de 2017

Earth Impact Database é uma base de dados científica online e fonte reconhecida para informação sobre crateras de impacto na Terra. Foi iniciada em 1955 pelo Observatório Dominion, em Ottawa, sob direção do Dr. Carlyle S. Beals. Desde 2001 tem sido mantida como fonte de informação não lucrativa pelo Planetary and Space Science Centre da Universidade de New Brunswick, do Canadá.
À data de agosto de 2016, a base de dados continha 190 locais de impacto confirmados.